# Bernard Pillefer
Bernard Pillefer,né le 23 octobre 1956, est un homme politique français.
Il est élu sénateur de Loir-et-Cher le 24 septembre 2023.

## Biographie
Bernard Pillefer, maire de Fréteval  depuis 1994, conseiller général puis départemental de Loir-et-Cher depuis 2008, vice-président du conseil départemental de Loir-et-Cher depuis 2015 et  ancien président d’intercommunalité, est élu sénateur de Loir-et-Cher le 24 septembre 2023,,

## Pour approfondir